# Ротермундт, Юлиус Людвиг
Юлиус Людвиг Ротерму́ндт (нем. Julius Ludwig Rothermundt; также Юлий Ротермунд; 18 октября 1827 года, Нинбург ― 7 августа 1890 года, Мюнстер) ― немецкий и российский промышленник. Коммерции советник.

## Биография
Юлиус Людвиг был совладельцем предприятия «А. В. Ротермунд», с 1828 года успешно занимавшегося торговлей сахаром и табаком в России. Также он был владельцем санкт-петербургской ситценабивной фабрики Лютша. В июне 1870 года, наряду с Бурхардом Фиксеном, Евгением Жибером, Карлом Швабеном, Григорий Елисеевым и Александром Елисеевым (торговая фирма «Братья Елисеевы») и Эдуардом Тюрстигом (торговый дом «Асмус Сименс и Ко») Юлиус Ротермундт стал соучредителем страховой компании «Русский Ллойд», которая занималась страхованием транспортных рисков, а также застрахованием пароходов, парусных судов, других водных транспортных средств и железнодорожных вагонов. Основной капитал на момент учреждения составлял один миллион рублей. Вскоре после своего учреждения «Русский Ллойд» стал одной из ведущих страховых компаний на российском рынке.
В 1872 году женился на Иде Амалии Ланге (Ida Amalie Lange) из Саксонии.
В 1874 году поселился в Дрездене. В пригороде Дрездена Груне он приобрёл старое поместье исторического Гостиного двора Зелёного луга и построил там роскошную виллу, восстановив старые обветшавшие здания и обустроив сад со множеством экзотических растений. Вскоре Ротермундт приобрёл репутацию местного благотворителя. Территория виллы впоследствии послужила основой городского сквера Ротермундтпарк, открытого в 1914 году по инициативе семьи Ротермундтов. Ещё при жизни Юлиуса Людвига в Груне в его честь была названа улица Ротермундтштрассе.
Родственником Юлиуса Людвига был Адольф Ротермундт (1846―1930), который также вёл дела акционерного общества сахарного завода в Санкт-Петербурге и затем переехал в Дрезден.